# Martingală
Martingala este un sistem de parieri a cărei strategie se bazează pe dublarea pariului după fiecare pierdere astfel încât prima victorie ar recupera toate pierderile anterioare plus câștigarea unui profit egal cu miza inițială. Sistemul era foarte popular în Franța  secolului al XVIII-lea. Strategia Martingală a fost aplicată și la ruletă unde probabilitatea de a nimeri roșu sau negru este aproape de 50 % (în funcție dacă ruleta are și un „0”).
Această strategie de pariuri a fost considerată un lucru sigur de îmbogățire de cei care au susținut-o. Dar cum niciun jucător nu are o sumă de pariat infinită, creșterea exponențială a pariurilor va duce în cele din urmă la falimentul jucătorilor care au ales să folosească Martingala. Prin urmare, sistemul este un bun exemplu al unei distribuții Taleb - jucătorul de obicei câștigă o recompensă net mică care pare a fi o strategie răsunătoare. Cu toate acestea, valoarea așteptată a jucătorului într-adevăr rămâne zero (sau mai mică decât zero) datorită probabilității mici ca acesta să sufere o pierdere catastrofală egală cu câștigul său preconizat. (Într-un cazinou, valoarea așteptată este negativă, din cauza limitei casei.) Riscul unei pierderi catastrofale nici nu poate fi foarte mic. Mărimea pariului crește exponențial. Acest lucru, combinat cu faptul că șiruri de pierderi consecutive apar de fapt mai des decât ar sugera intuiția comună, poate duce rapid la falimentul unui jucător.
Limitele de pariere a cazinourilor duc la imposibilitatea aplicării strategiei Martingale.  